# Jack Hoobin
John „Jack“ Hoobin (* 23. Juni 1927 in Dagenham, Vereinigtes Königreich; † 10. Juni 2000 in Sydney) war ein australischer Radrennfahrer.
1948 startete Jack Hoobin in zwei Disziplinen bei den Olympischen Sommerspielen in London. Im Einzel-Straßenrennen belegte er Platz sieben, in der Mannschaftsverfolgung auf der Bahn konnte er sich mit seinem Team nicht platzieren. In der Mannschaftswertung des Straßenrennens kam sein Team nicht in die Wertung. 1949 startete er bei den nationalen Meisterschaften im Straßenrennen der Amateure in Neuseeland und gewann das Rennen.
1950 hielt sich Hoobin in Großbritannien auf. Drei Wochen vor Beginn der Straßen-Weltmeisterschaften im belgischen Moorslede  reiste er nach Belgien und bestritt dort vor allem die typischen belgischen Kriterien. Sein Trainingspartner, der Sechstagefahrer Alfred Strom, riet ihm, bei den Straßenweltmeisterschaften zu starten, und er ließ sich vom australischen Verband melden. Er gewann das Straßenrennen und wurde Weltmeister der Amateure. Damit war er der erste Australier, der Weltmeister im Straßenradsport wurde.
2017 wurde Jack Hoobin in die Cycling Australia Hall of Fame aufgenommen.